# Bischofswiesen

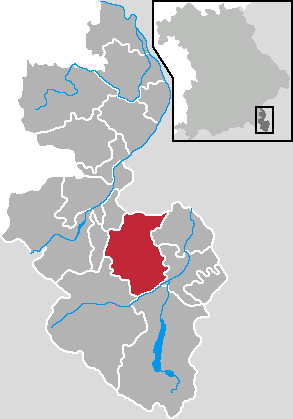
Localització de Bischofswiesen respecte a la Regierungsbezirk de l'Alta Baviera i al Districte de Berchtesgadener Land

Bischofswiesen és un municipi de l'Alta Baviera situat al districte de Berchtesgadener Land, a l'entrada de la vall de Berchtesgadener, entre Bad Reichenhall al nord (a 13 km) i Berchtesgaden (a 5 km) al sud. Prop de la frontera amb Àustria, a uns 25 km de Salzburg i a 140 km de Múnic. És a les portes del Parc Nacional de Berchtesgaden, declarat Reserva de la Biosfera per la UNESCO el 1990.
El nom del municipi fa referència als prats (wiesen) que originàriament pertanyien al bisbe (bischof) de Salzburg. El municipi és format per sis pobles (Ortsteile): Bischofswiesen, Engedey, Strub, Stanggaß, Loipl i Winkl.

## Història
La primera referència documental de Bischofswiesen data del 8 de maig del 1155, es tracta d'un document d'intercanvi territorial entre l'arquebisbe Eberhard I. de Salzburg i el prebost Heinrich I. de Berchtesgaden.
Bischofswiesen va pertànyer al Prebostat de Berchtesgaden fins al 1803, i des del segle xv va ser el centre d'una de les vuit Gnotschaften en què era dividit. El 1810 va passar a mans de Baviera.
El juliol del 2005 es va establir un acord de col·laboració o agermanament amb el municipi de Wölbling a la Baixa Àustria en record del fet que els va unir 850 anys abans, el 1155.

## Escut
Sobre un cel blau, un prat verd amb una granja amb dos bàculs de plata creuats al darrere. Aquest escut va ser adoptat per una resolució municipal del 1929.

## Economia
En el passat la base econòmica del municipi va ser l'activitat agrària, centrada en l'aprofitament dels seus recursos naturals de prats i boscos, sense oblidar l'explotació de la sal, que havia estat la base econòmica del Prebostat. Avui dia l'aprofitament forestal i la indústria de la fusta continua essent de gran importància econòmica. Els darrers anys la indústria mecànica de precisió s'ha anat establint al municipi fins arribat a tenir un gran pes econòmic. El turisme va començar a arribar al segle xix i s'ha anat incrementant fins a esdevenir una important font d'ingressos, el paisatge ha esdevingut un recurs econòmic i els darrers anys s'ha complementat amb la creació d'un centre d'esports d'hivern. Això ha portat a desenvolupar polítiques de protecció del paisatge, flora i fauna.